# Breznička
Breznička es un municipio del distrito de Stropkov en la región de Prešov, Eslovaquia, con una población estimada a final del año 2024 de 131 habitantes.
Se encuentra ubicado al noreste de la región, cerca del río Ondava (cuenca hidrográfica del río Tisza) y de la frontera con  Polonia.

## Demografía
| Año        | 1994 | 2004    | 2014    | 2024    |
| ---------- | ---- | ------- | ------- | ------- |
| Población  | 133  | 127     | 122     | 131     |
| Diferencia |      | −4,51 % | −3,93 % | +7,37 % |

| Año        | 2023 | 2024 |
| ---------- | ---- | ---- |
| Población  | 131  | 131  |
| Diferencia |      | +0 % |